# Asthena distinctaria
Asthena distinctaria es una especie de polilla de la familia Geometridae. La especie fue descrita por primera vez por John Henry Leech en 1897, con distribución a nivel del monte Hua en China occidental.

## Descripción
A. distinctaria tiene cierto parecido con A. defectata, con la diferencia que tiene las alas blancas, con tan solo un leve tinte amarillento. El margen costal del ala anterior es color ocre.